# Kathrin Lindner
Kathrin Lindner (* 1975 in Bremen) ist eine deutsche Schauspielerin.

## Leben
Nach der Ausbildung bei Schauspiel München spielt Kathrin Lindner Rollen in verschiedenen Fernsehfilmen und Serien wie Im Namen des Gesetzes, Forsthaus Falkenau, SOKO 5113, In aller Freundschaft und Für alle Fälle Stefanie, Medicopter 117 – Jedes Leben zählt. Sie spielt die Rolle der Helen Bissinger in der Fernsehserie Biester (2001). Fernsehfilme sind Thomas Bergers Last Christmas und Olaf Kreinsens Die zwei Leben meines Vaters. Daneben spielt Kathrin Lindner Theater, so u. a. als Julia in Romeo und Julia am Schauspiel Bonn.